# روبرت دي يومان
روبرت دي يومان (بالإنجليزية: Robert Yeoman)‏ (و. 1951  م) هو مصور سينمائي أمريكي، ولد في فيلادلفيا.

## التعليم
تعلم في كلية جامعة جنوب كاليفورنيا للفنون السينمائية ‏، في تخصص فلم، وتحصل منها على ماجستير في الآداب، وجامعة ديوك، وتحصل منها على بكالوريوس في الفنون.

## جوائز وترشيحات
حصل على جوائز منها:
- جائزة الروح المستقلة لأفضل تصوير سينمائي  [لغات أخرى]‏، عن عمل: Drugstore Cowboy [الإنجليزية]‏ (1989).

ترشح لـ:
- جائزة الروح المستقلة لأفضل تصوير سينمائي  [لغات أخرى]‏، عن عمل: مملكة بزوغ القمر (2012)
- جائزة الأوسكار لأفضل تصوير سينمائي، عن عمل: فندق بودابست الكبير.

## وصلات خارجية
- روبرت دي يومان على موقع IMDb (الإنجليزية)
- روبرت دي يومان على موقع قاعدة بيانات الأفلام العربية
- روبرت دي يومان على موقع ألو سيني (الفرنسية)
- روبرت دي يومان على موقع أول موفي (الإنجليزية)
- روبرت دي يومان على موقع قاعدة بيانات الأفلام السويدية (السويدية)
- روبرت دي يومان على موقع قاعدة بيانات الفيلم (الإنجليزية)
- روبرت دي يومان على موقع كينوبويسك (الروسية)